# Мечеть Гаджи Губат
Мечеть Гаджи Губат (азерб. Hacı Heybət məscidi) — історична мечеть XVIII століття на вулиці Кичик Гала в районі Старе місто, Баку, Азербайджан.

## Історія
Мечеть Гаджи Губат побудована в 1791 році (1206-й рік за календарем Гіджра) архітектором Гаджи Губад Аміром Алі оглу, тому й має таку назву.

## Архітектурні особливості
Мечеть розташована в одному з рядів кварталів Ічері-шехер . План мечеті має форму чотирикутника. Архітектурний план мечеті складається з вестибюля, молільної кімнати та кімнати з нішами для поклоніння.
Мечеть належить до Ширван-Апшеронської архітектурної школи. Вона складається з кам'яних куполів та гострих арок.
Над входом є китабе з епіграфічними написами на теми з Корану, а також інформація про архітектора пам'ятки. Усередині мечеті є могила архітектора та його дружини.

## Галерея

Мечеть Гаджи Губат
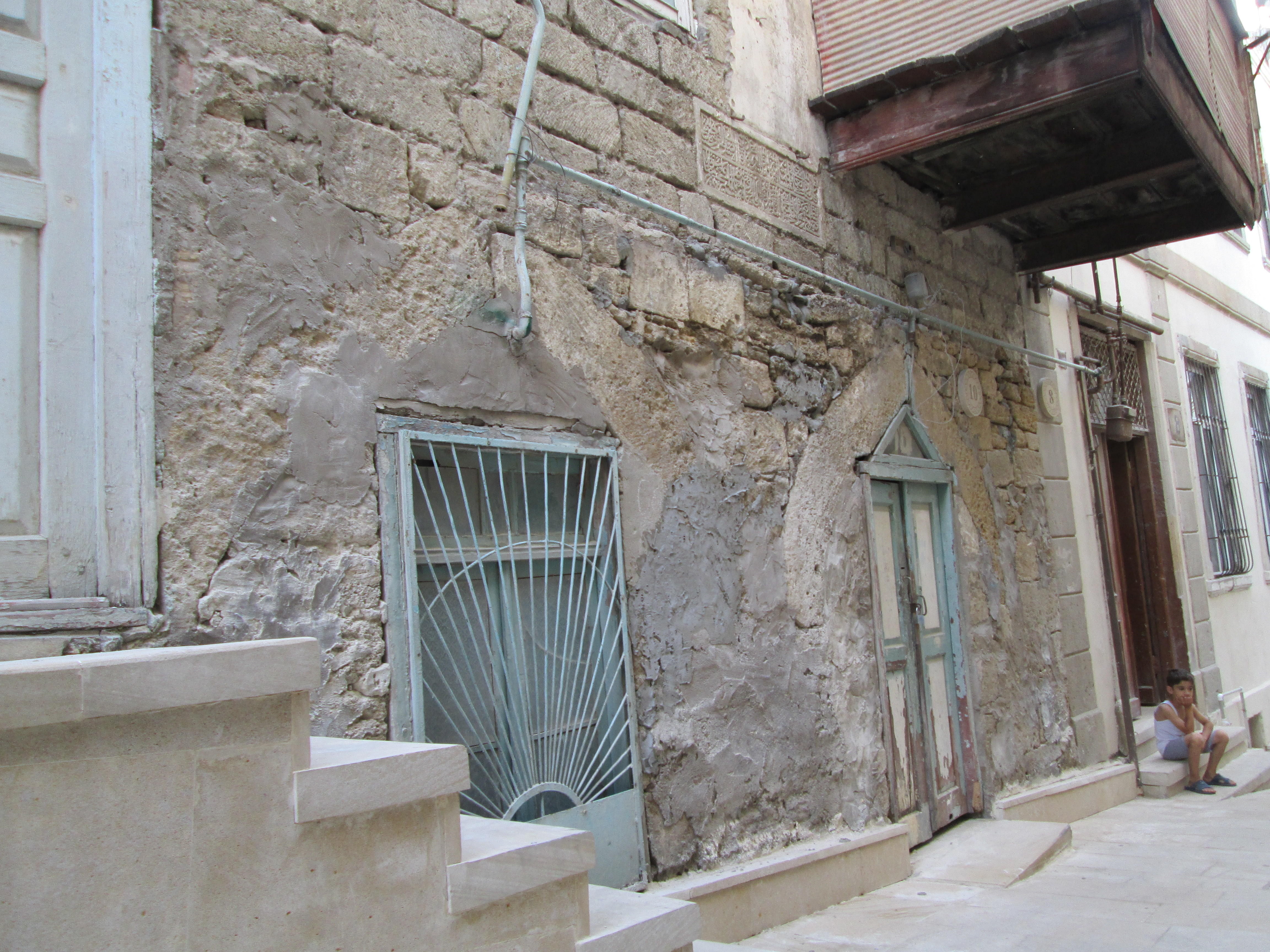
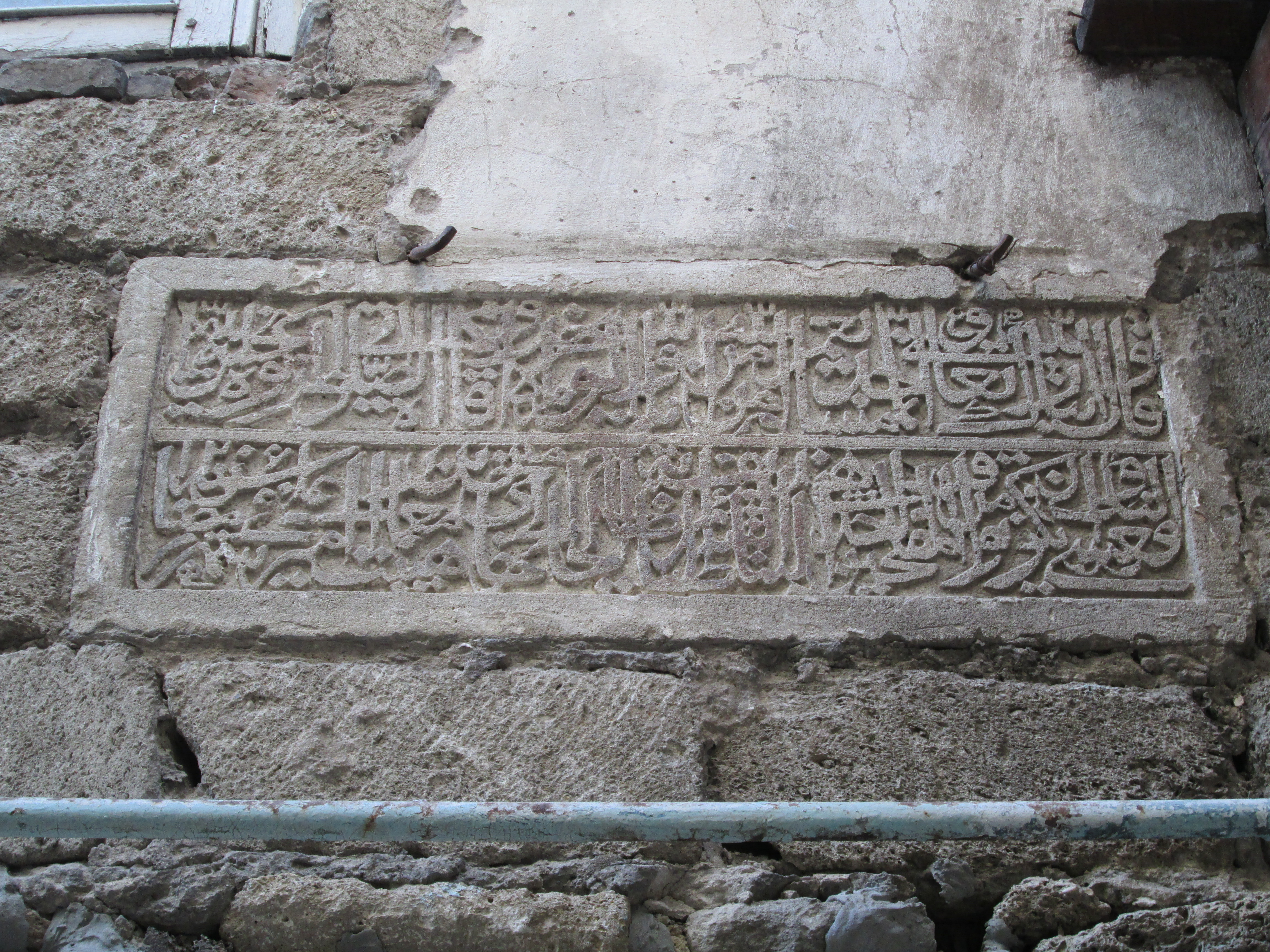
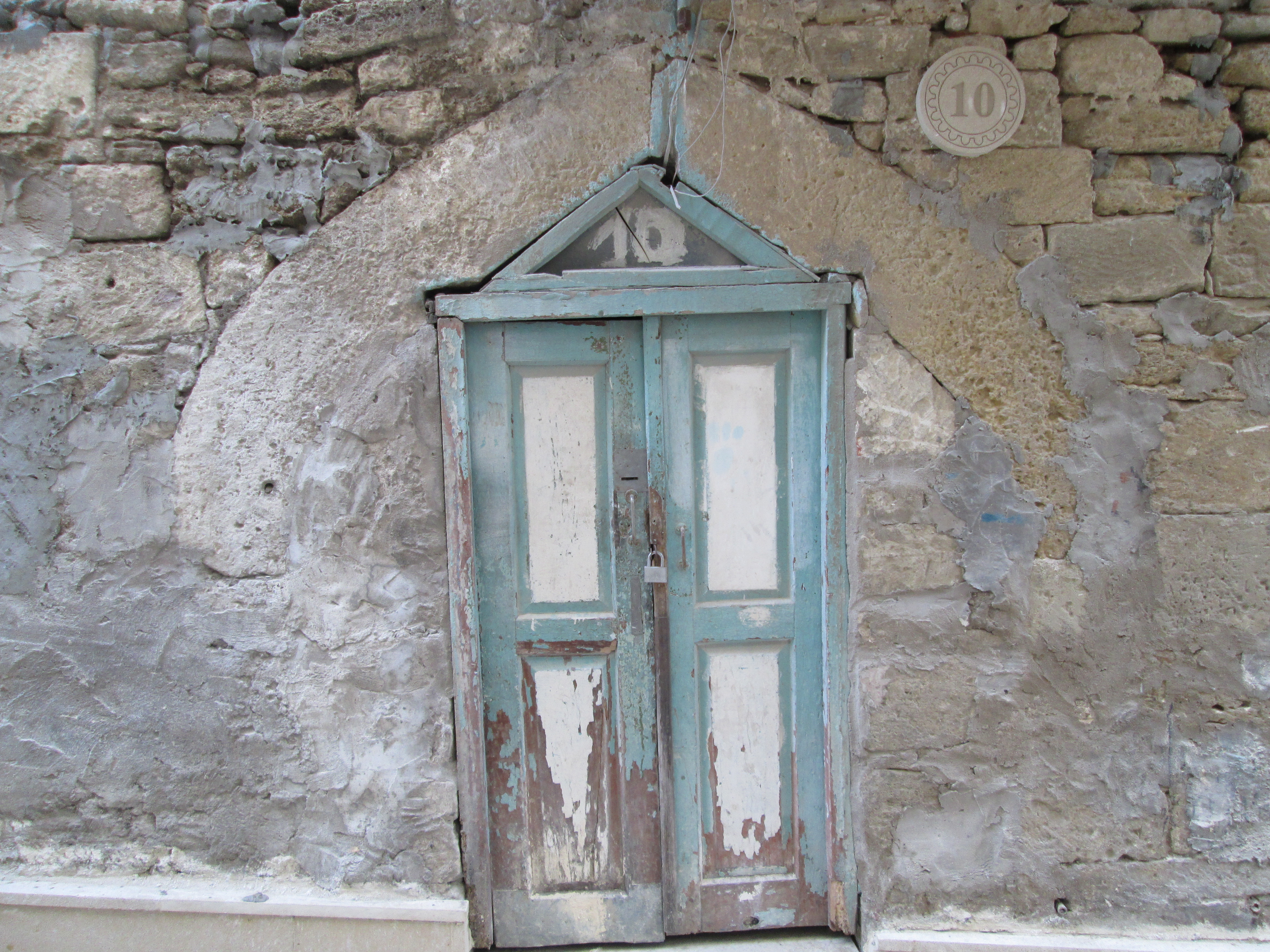